# HAGHL
HAGHL (англ. Hydroxyacylglutathione hydrolase like) – білок, який кодується однойменним геном, розташованим у людей на 16-й хромосомі. Довжина поліпептидного ланцюга білка становить 290 амінокислот, а молекулярна маса — 31 557.
| 10         |  | 20         |  | 30         |  | 40         |  | 50         |
| ---------- |  | ---------- |  | ---------- |  | ---------- |  | ---------- |
| MKVKVIPVLE |  | DNYMYLVIEE |  | LTREAVAVDV |  | AVPKRLLEIV |  | GREGVSLTAV |
| LTTHHHWDHA |  | RGNPELARLR |  | PGLAVLGADE |  | RIFSLTRRLA |  | HGEELRFGAI |
| HVRCLLTPGH |  | TAGHMSYFLW |  | EDDCPDPPAL |  | FSGDALSVAG |  | CGSCLEGSAQ |
| QMYQSLAELG |  | TLPPETKVFC |  | GHEHTLSNLE |  | FAQKVEPCND |  | HVRAKLSWAK |
| ARPLSRRGKR |  | VGGEGTGFGV |  | GGALRQGLMV |  | TGACGHSRRG |  | MRMTCPLCRR |
| LWARSASTTP |  | SCGWREYGCC |  | PGASTVTWTL |  | RKASGDCVLG |  |            |

A: Аланін

C: Цистеїн

D: Аспарагінова кислота

E: Глутамінова кислота

F: Фенілаланін

G: Гліцин

H: Гістидин

I: Ізолейцин

K: Лізин

L: Лейцин

M: Метіонін

N: Аспарагін

P: Пролін

Q: Глутамін

R: Аргінін

S: Серин

T: Треонін

V: Валін

W: Триптофан

Кодований геном білок за функцією належить до гідролаз. 
Задіяний у такому біологічному процесі, як альтернативний сплайсинг. 
Білок має сайт для зв'язування з іонами металів, іоном цинку. 